# 宝康
宝康（？—？），珠申人，是一名清朝政治人物。
宝康曾于光绪二十八年接替金学献任兴化府知府一职，光绪三十年由张僖接任。